# Ignacio Pérez
Ignacio Pérez Sierra (Medellín, 1934. április 2. – Cali, 2005. december 20.)  kolumbiai válogatott labdarúgó.

## Pályafutása

### Klubcsapatban
Pályafutása során több klubban is játszott, melyek a következők voltak: Once Caldas, Independiente Medellín, Independiente Santa Fe, Deportivo Pereira.

### A válogatottban
1961 és 1962 között 3 alkalommal szerepelt a kolumbiai válogatottban. Részt vett az 1962-es világbajnokságon.

## Sikerei
Independiente Santa Fe
- Kolumbiai bajnok (1): 1966

## Külső hivatkozások
- Ignacio Pérez – a FIFA adatbázisában
- Ignacio Pérez (angol nyelven). worldfootball.net